# 1422 Stromgrenia
1422 Stromgrenia је астероид главног астероидног појаса чија средња удаљеност од Сунца износи 2,246 астрономских јединица (АЈ).
Апсолутна магнитуда астероида је 13,42 а геометријски албедо 0,071.